# حوزه انتخابیه پلدختر
حوزهٔ انتخاباتی پلدختر و معمولان یکی از حوزه‌های استان لرستان برای انتخابات مجلس شورای اسلامی است. این حوزه به مرکزیت پلدختر، ۱ نماینده دارد.

## فهرست نمایندگان ادوار مجلس شورای اسلامی
سید حمیدرضا کاظمی - دوره‌های دهم و یازدهم مجلس شورای اسلامی
علی‌اکبر کائیدی -  دوره‌های هشتم و نهم مجلس شورای اسلامی
سید محمدمهدی شاهرخی - دوره‌های پنجم، ششم و هفتم  مجلس شورای اسلامی 
علی بوالفتح - دوره چهارم مجلس شورای اسلامی
کریم ملک‌آسا - دوره سوم مجلس شورای اسلامی
سید نورالدین رحیمی - دوره دوم مجلس شورای اسلامی(سید نورالدین رحیمی در سال ۱۳۶۴ کشته شد و سپس در انتخابات میان‌‌دوره‌ای کریم ملک‌آسا به مجلس راه یافت)
سید فخرالدین رحیمی - دوره اول مجلس شورای اسلامی (سید فخرالدین رحیمی در سال ۱۳۶۰ کشته شد و سپس در انتخابات میان‌دوره‌ای سید نورالدین رحیمی به مجلس راه یافت)

## جنجال‌های انتخابات هشتم(۱۳۸۶)
انتخابات دوره هشتم مجلس شورای اسلامی  در حوزه انتخابیه پلدختر و معمولان ابتدا ابطال و پس از اعتراضات مردمی تایید شد.
تغییر و تحولات این انتخابات موجب درگیری‌های خیابانی میانِ حامیان علی‌اکبر کائیدی و سید محمد‌مهدی شاهرخی شد.  از روز انتخابات بحث و جدل‌ها در مورد انتخابات شروع شد و تا هفته‌ها اتفاقات انتخابات موضوع بحث بین مردم بود.
بررسی صحت این انتخابات تا مدت‌ها ادامه داشت به طوری که بررسی صحت آن دیرتر از تمامی حوزه‌ها(حتی دیرتر از انتخابات مرحله دومِ سایر حوزه‌ها) به پایان رسید. پس از مدت‌ها بررسی، بحث و جدل و اعتراضات خیابانی، شورای نگهبان انتخابات را باطل کرد و در نهایت پس از یک شب پر حادثه، صحت انتخابات پلدختر به عنوان آخرین حوزه انتخابیه تایید شد و علی‌اکبر کائیدی با اختلاف ۳۸۶ رای، سید محمدمهدی شاهرخی را شکست داد و به هشتمین دوره مجلس شورای اسلامی راه یافت.

## توضیحات
در دوران نمایندگی سید محمدمهدی شاهرخی بخش‌های ویسیان و بخش پاپی از شهرستان پلدختر جدا شده و به خرم آباد ملحق شده‌اند. همچنین بخش الوار گرمسیری از شهرستان جدا و به استان خوزستان شهرستان اندیمشک الحاق شد.

## پی‌نوشت و منبع
1. ↑  ها، اخبار استان (۱۳۹۵/۰۳/۰۴ - ۱۸:۱۰). «پایان دوران هشت ساله نمایندگی علی کائیدی». fa. دریافت‌شده در 2020-06-12. تاریخ وارد شده در |تاریخ= را بررسی کنید (کمک)

- «جدول حوزه‌های انتخابیه در انتخابات دهمین دورهٔ مجلس شورای اسلامی» (PDF). مرکز پژوهش و سنجش افکار صدا و سیما. بایگانی‌شده از اصلی (PDF) در ۵ اكتبر ۲۰۱۸. دریافت‌شده در ۳ اوت ۲۰۱۶. تاریخ وارد شده در |archive-date= را بررسی کنید (کمک)